# Pevnost Carcassonne
Carcassonne (Cité de Carcassone) je opevněné středověké město, dřívější jádro stejnojmenného města, které se nachází na jihu Francie v departementu Aude a regionu Languedoc-Roussillon, asi 70 km severozápadně od Perpignanu.
Opevněné město na pahorku na pravém břehu řeky Aude patří k nejzachovalejším středověkým pevnostním městům v celé Evropě, proto bylo roku 1997 zařazeno na seznam kulturních památek organizace UNESCO.

## Popis
Pevnost Carcassonne je obklopena dvojitým systémem hradeb – vnější a vnitřní opevnění – v celkové délce přes 3 kilometry, s 52 věžemi strategicky rozmístěnými podél hradeb. Některé věže pochází ještě z římských dob, charakterické je pro ně použití římských cihel, půdorys ve tvaru písmene U a taškové střechy. Hradby jsou přerušovány opevněnými branami. Hlavními vstupy do města jsou Audská brána (Porte d’Aude) na západní straně a Narbonnská brána (Porte Narbonnaise) na východní. Ve městě se nachází několik významných staveb, včetně baziliky svatého Nazaria a Celsa, románsko-gotického kostela s velkými vitrážovými okny a bohatě zdobenými kamennými reliéfy.
Uvnitř pevnosti se klikatí úzké uličky lemované tradičními středověkými stavbami, a v jejím srdci stojí Hraběcí zámek (Château Comtal), s padacím mostem, vnitřním nádvořím a dalšími obrannými věžemi. Směs románských, gotických a středověkých vojenských prvků činí Carcassonne pozoruhodným příkladem opevněné architektury.
Z města Carcassonne vede k pevnosti přes řeku Aude most ze 14. století, nazývaný Starý most (Pont-Vieux).

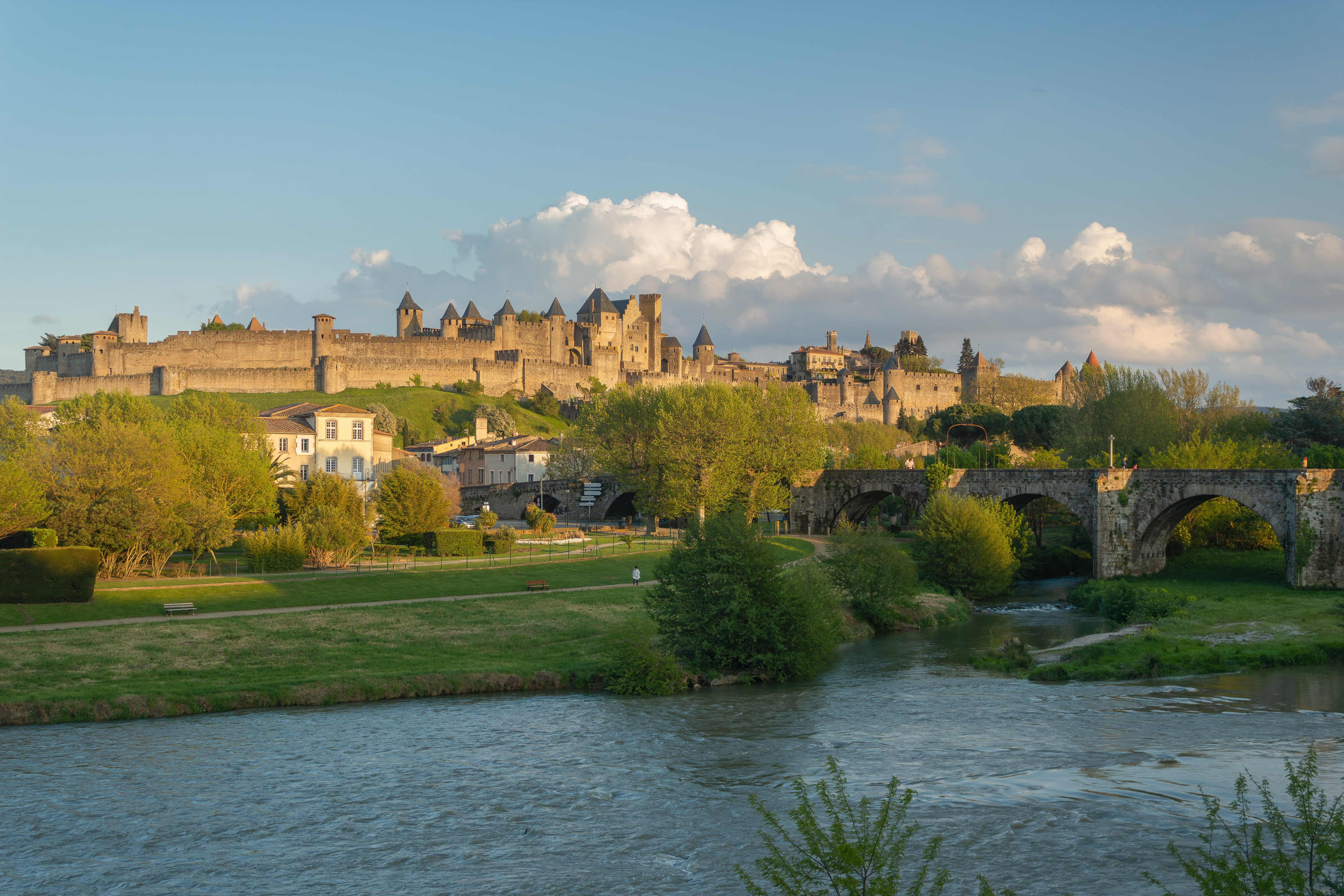
Pevnost Carcassonne, Starý most (Pont-Vieux) a řeka Aude.
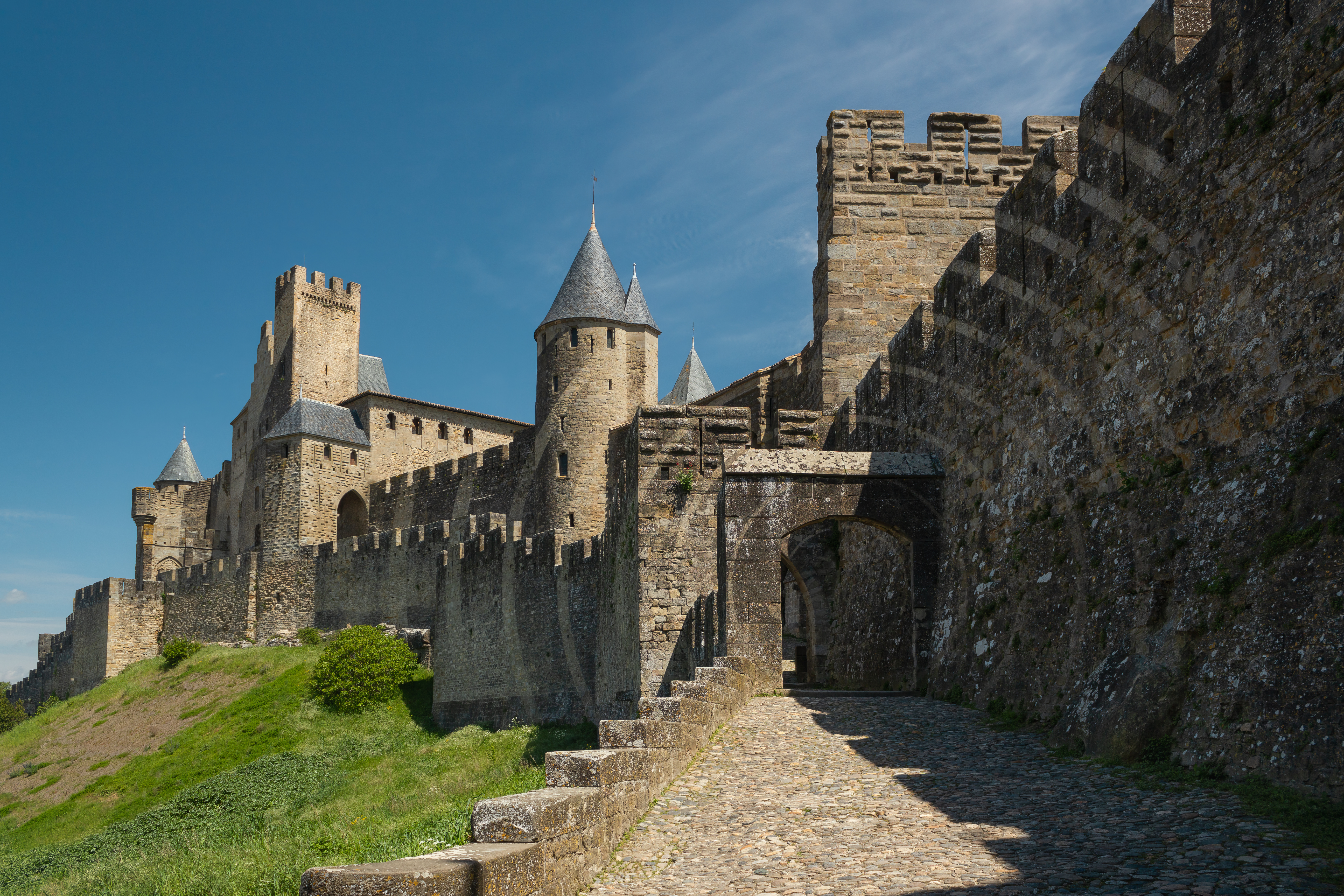
Audská brána (Porte d’Aude) na západní straně pevnosti.
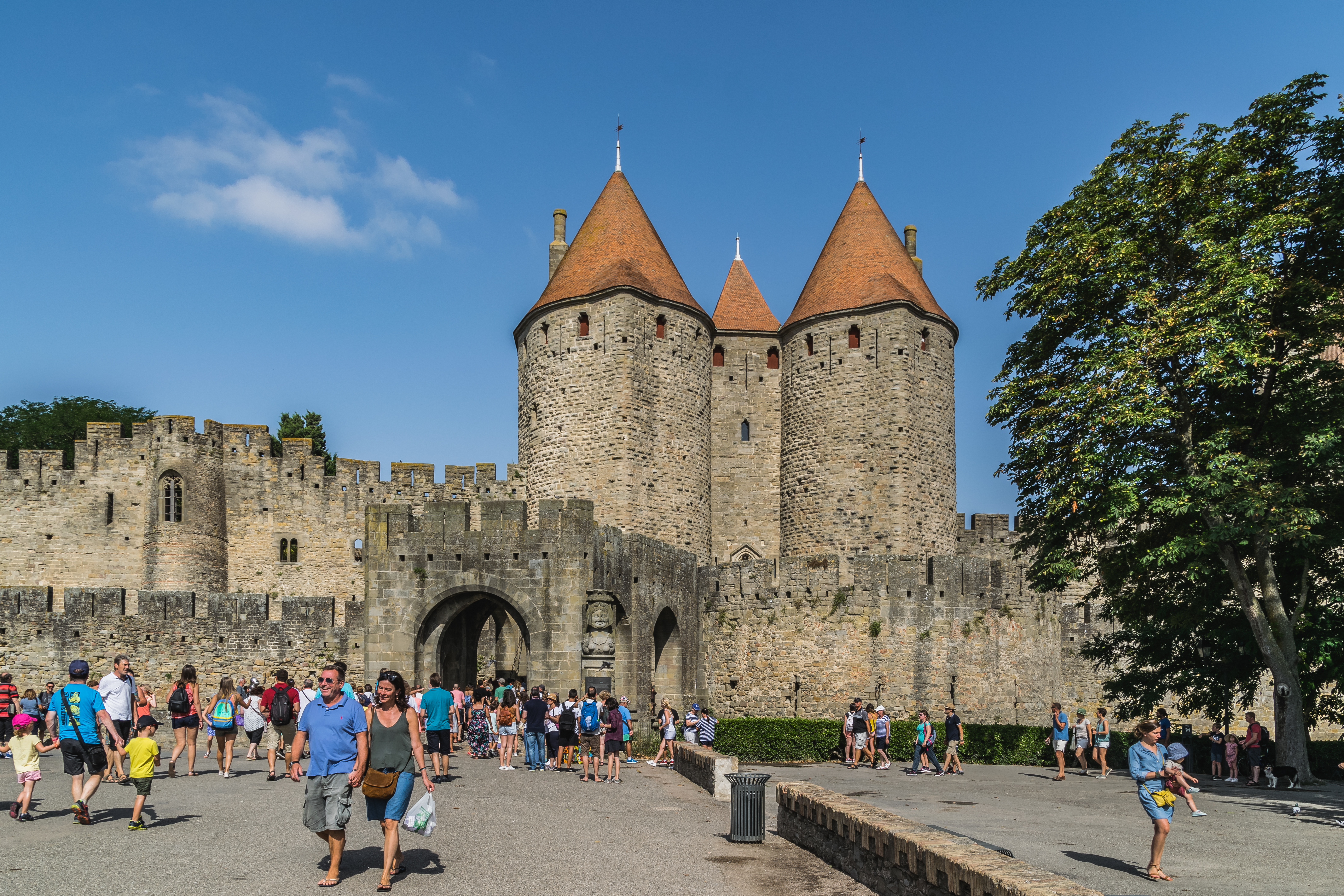
Narbonnská brána (Porte Narbonnaise) na východní straně pevnosti.
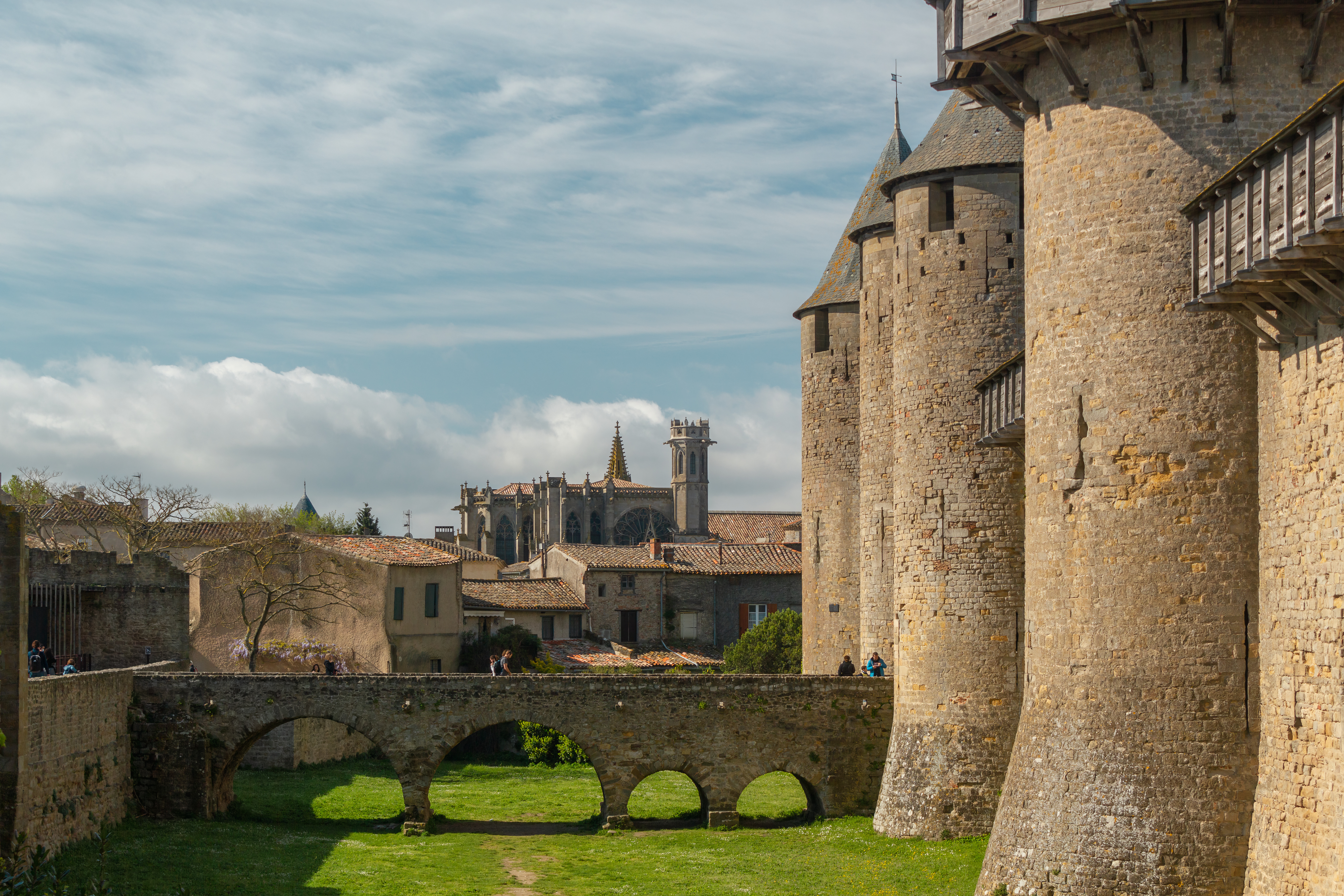
Most spojující Hraběcí zámek (Château Comtal) s okolím uvnitř pevnosti.
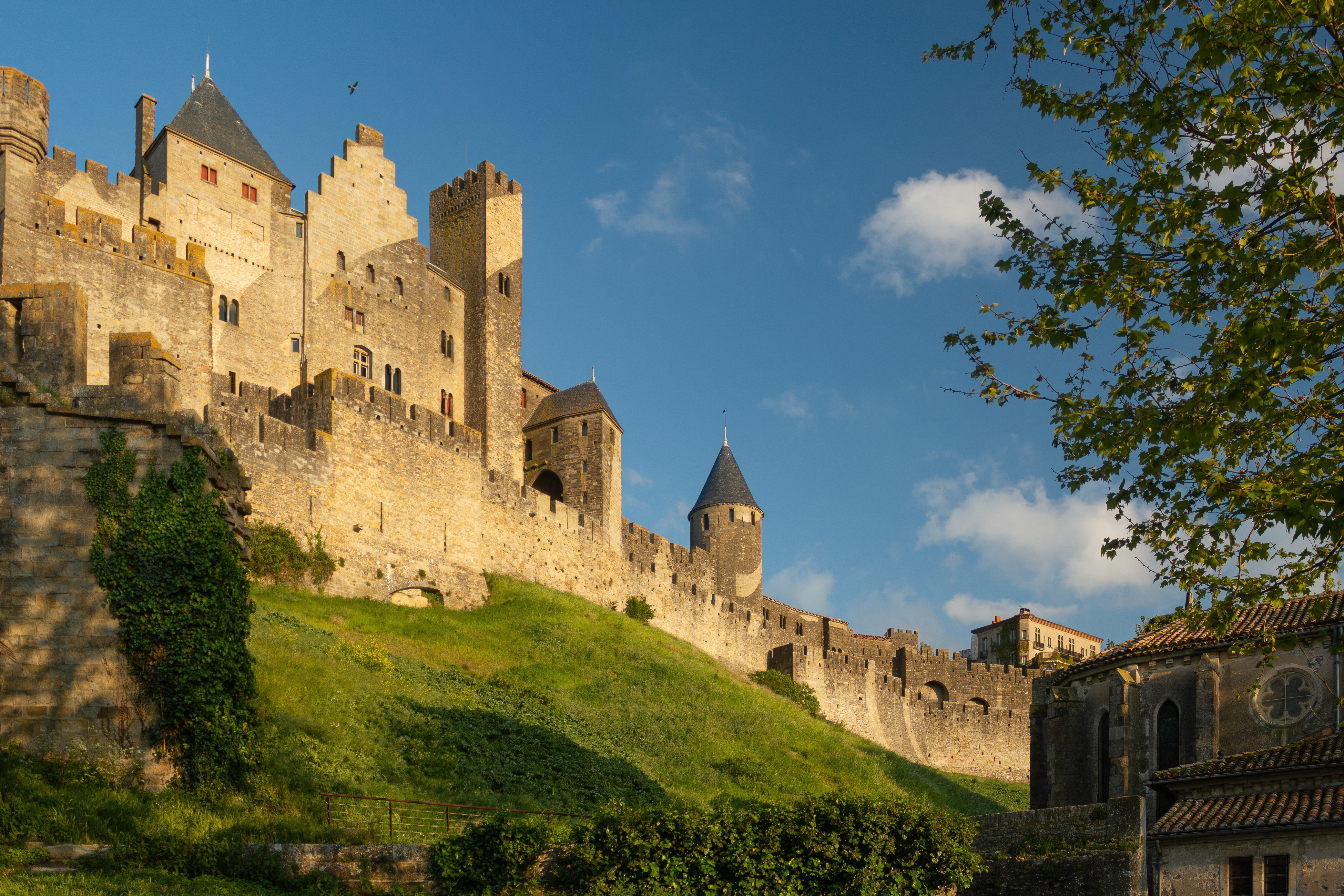
Hraběcí zámek (Château Comtal) z vnější strany.
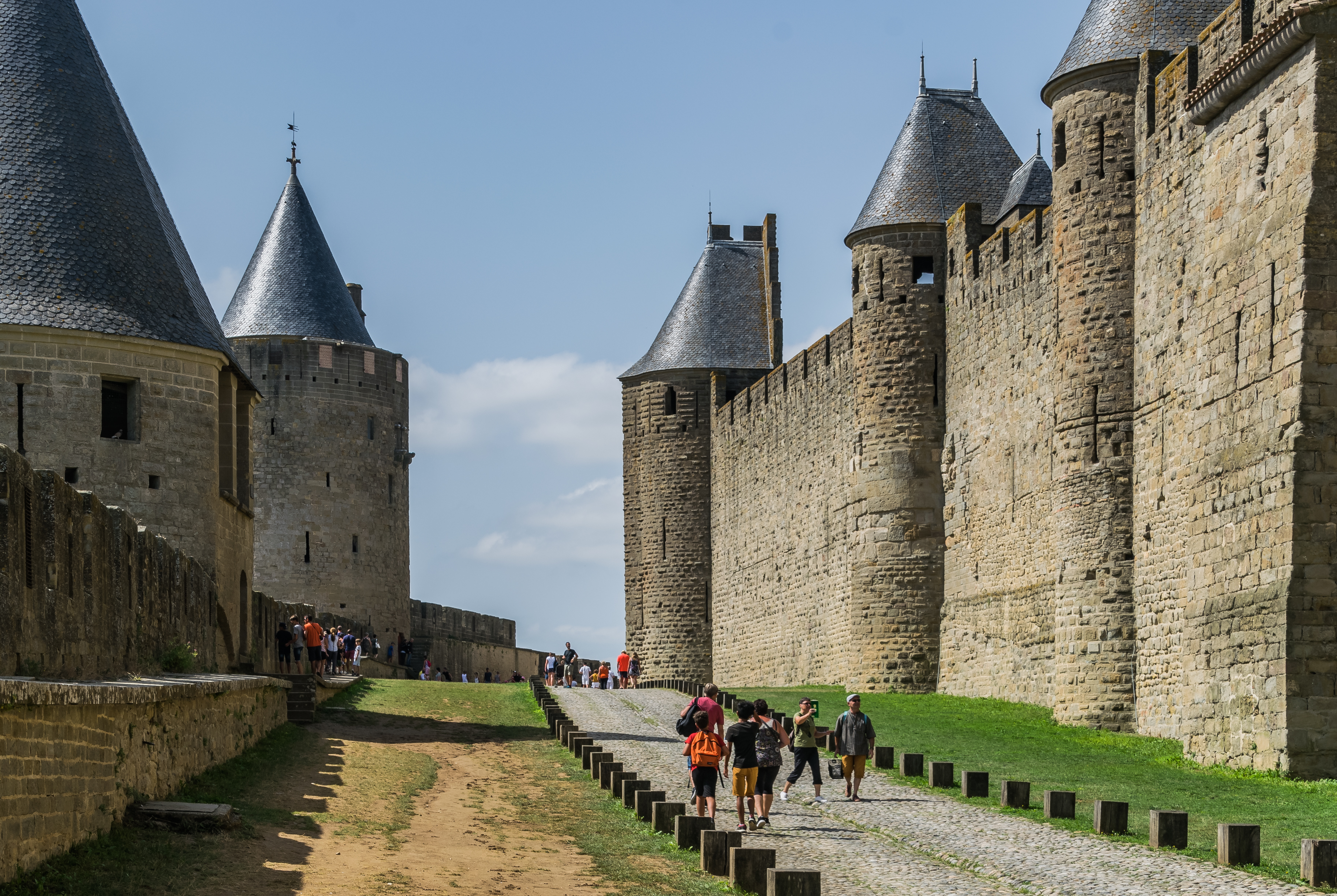
Systém dvojiných hradeb na východní straně pevnosti.
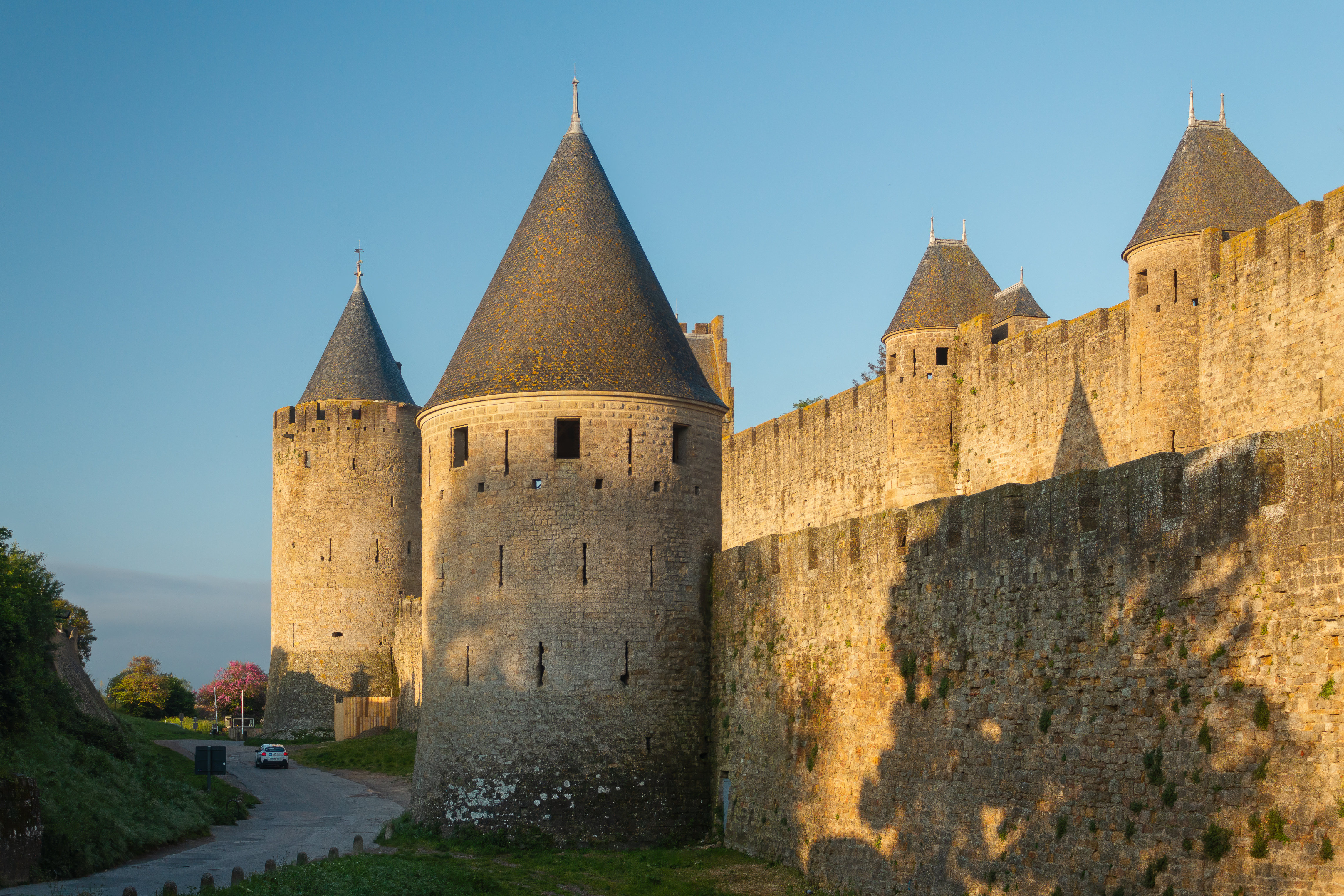
Vnější hradby na východní straně pevnosti.

## Historie

### První osídlení
V 6. století př. n. l. se na malém návrší nad říčkou Aude usadili iberští Keltové. Jejich nadvláda neměla dlouhého trvání, protože již o tři století později se na tomto strategickém místě usadil jiný keltský kmen (fr. Les Volces-Tectosages) a založil zde galské oppidum. Toto oppidum bylo nazýváno později Římany Colonia Julia Carcaso.

### Formování pevnosti

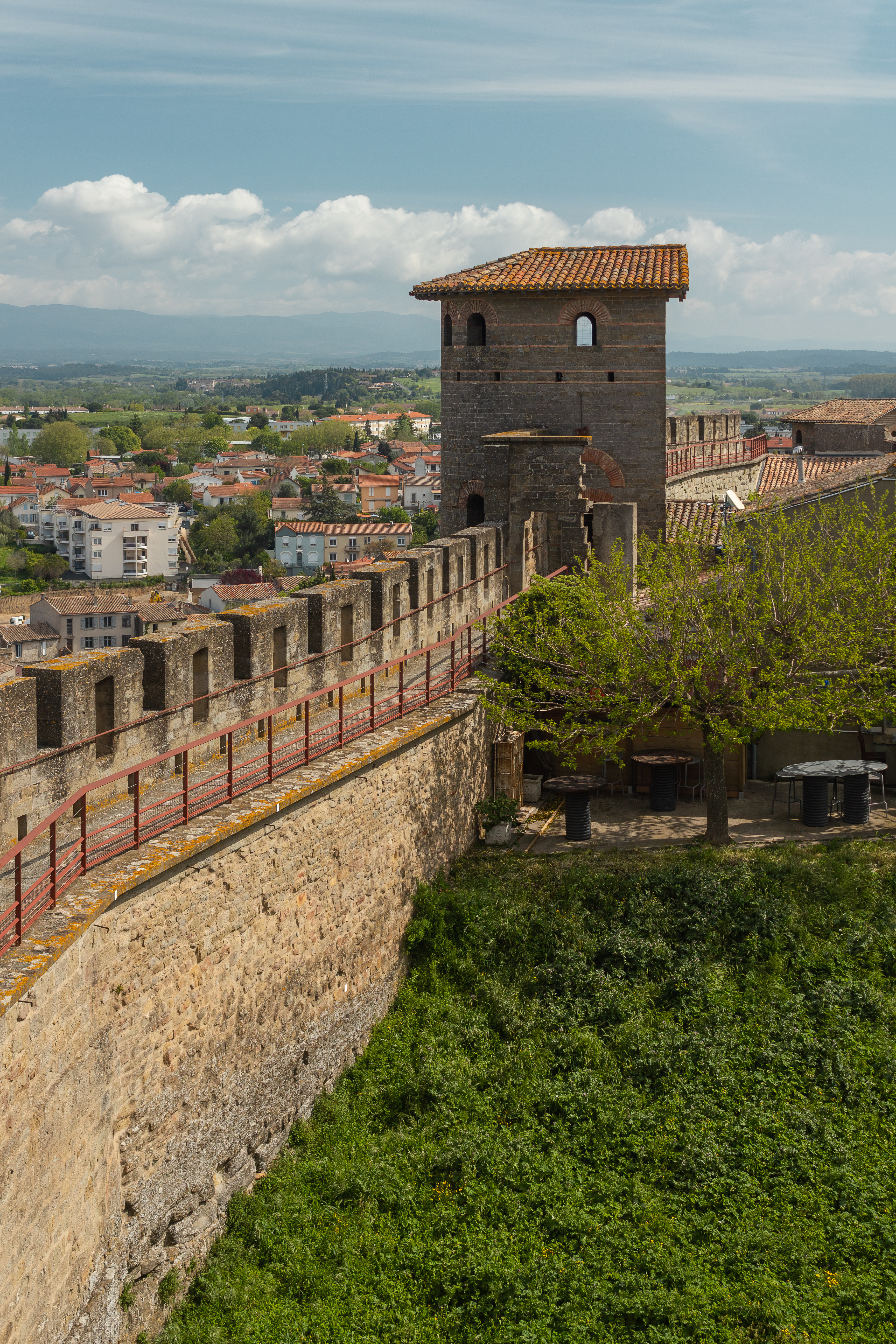
Jedna z dochovaných římských věží v severní části pevnosti Carcassonne.

Roku 122 dobyli tuto oblast Římané a opevnění někdejšího oppida vylepšili. Stěhování národů je přimělo k tomu, aby v úpravách pokračovali, ve 3. století okruh hradeb zesílili a přistavěli několik věží. Podstatná část tohoto opevnění se zachovala do dnešní doby a tvoří vnitřní prstenec hradeb. Okruh sestává z třiceti věží galsko-římského typu s velkými okny, aby byl usnadněn boj oštěpy.
Římané ovládali region okolo Carcassonne až do poloviny 5. století, poté padlo město do rukou západních Gótů. Hradní město zůstalo v jejich rukou až do roku 725 přesto, že se je Chlodvík I. pokoušel v roce 509 neúspěšně dobýt. V 8. století město obsadili Arabové, ale franský král Pipin Krátký je s pomocí západogótských kmenů roku 759 zapudil a Carcassonne se stalo franským lénem. Po smrti Karla Velikého se začalo s dělením Franské říše. Město připadlo rodu Trencavelů za jejichž vlády (1082–1209) dosáhlo nebývalého rozkvětu. Hrabě z Trencavelu nechal postavit na nejvyšším místě pahorku uprostřed hradního města opevněný zámek. Od zbytku opevnění byl oddělen suchým příkopem a chráněn pěti věžemi. Přístupu brání dvě padací mříže a okovaná brána, kterou musely kvůli znemožnění zrady obsluhovat alespoň dvě osoby.

### Křížová výprava
V dobách tohoto nebývalého rozkvětu se v okolí rozšířilo katarské hnutí (Albigenští). Carcassonnský vikomt Raymond Roger Trencavel, (1185–1209) na svém panství tuto heresi trpěl a dokonce i ochraňoval. Avšak papež Inocenc III. rozhodl v roce 1208 o křížové výpravě proti albigenským a město začalo obléhat vojsko severofrancouzských rytířů pod vedením Simona IV. z Montfortu. Carcassonne, jehož opevnění bylo z velké části přes 1000 let staré, po 15 dnech padlo. Současně bylo dobyto sousední město Béziers, které rovněž patřilo k vlastnictví Raymonda Rogera Trencavela. Obyvatelstvo obou měst bylo kompletně zmasakrováno (20 000 obětí) a Simon z Montfortu kraj obdržel jako své léno.

### Zkáza a následná obnova
V následujících letech se o Carcassonne často bojovalo, trencavelští se je neustále snažili získat zpátky. Následkem toho bylo hospodářství regionu silně poškozeno a období kulturního rozkvětu vzalo za své. Konečně roku 1240 připadlo s konečnou platností francouzskému králi, který nechal celé okolí srovnat se zemí. Tímto se stalo Carcassonne základním prvkem obranného systému Francie na jeho jižní hranici s Aragonem. Začleněním do oblasti královského vlivu se město začalo rychle rozvíjet a během následujících dvou století získalo svoji současnou podobu. Roku 1262 vznikl na levém břehu řeky nový městys – La Bastide Saint-Louis. Zde se naplno rozvíjelo hospodářství a obchod, kdežto staré město sloužilo jako královská pevnost. Pomalu chátrající zeď byla zesílena a zajištěna druhou vnější hradbou a město získalo pověst nedobytnosti. Eduard z Woodstocku, Černý princ město roku 1355 obléhal, ale protože si byl vědom nesmyslnosti svého počínání, nechal alespoň zapálit spodní město a s nepořízenou odtáhl. La Bastile však bylo okamžitě opraveno.

### Konec pevnosti

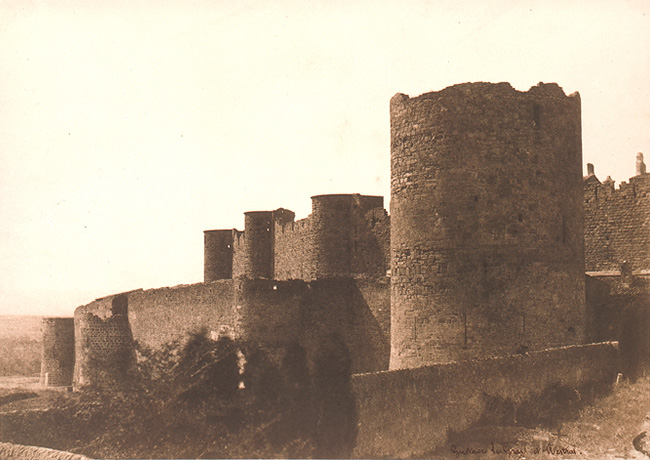
Gustave Le Gray, Auguste Mestral: Mury Carcassonne, 1851, Metropolitan Museum, New York

Po pyrenejském míru roku 1659 byl k francouzské říši připojen Roussillon a Carcassonne jako hraniční město ztratilo na významu. S nástupem nových válečných technik už nemělo smysl do hradního města investovat, a tak se opevnění pomalu rozpadalo.
V 18. století z něj byla už jenom zchudlá čtvrť, které hrozilo stržení, zatímco takzvané spodní město se dále rozrůstalo. Teprve architekt Viollet-le-Duc se spolu se spisovatelem Prosperem Mériméeem postaral o rozsáhlou rekonstrukci a zachránil město i pro další generace obdivovatelů.

## Legenda
První sídliště na místě dnešního Carcassonne založili Keltové. Z jejich řeči pochází i název Carcaso.
Ale legenda zní mnohem zajímavěji. Podle pověsti obléhal Carcassonne již pátým rokem Karel Veliký. Městu pomalu docházely zásoby a obyvatelstvu nezbývalo nic jiného než se brzy vzdát. Hradní paní byla žena saracénského krále Balaacka, Carcas. Aby hrad zachránila, uchýlila se ke lsti. Z posledních zásob nechala vykrmit prase a když bylo dostatečně tlusté, shodila jej z hradeb přímo před Karla Velikého. Obléhatelé byli již sami na hranici vyčerpání a tak si při pohledu na vykrmené zvíře mysleli, že na hradě musí být jídla víc než dost. Zdrceně se tedy obrátili na cestu k domovu. Rozradostnělá tímto úspěchem nechala paní (lady) Carcas znít všechny městské zvony. Karlovo vojsko si na odchodu jenom povzdechlo Dame Carcas sonne, což znamená Paní Carcas zvoní. A tak přišlo Carcassonne ke svému jménu.